# Domus Vaticanae
La Domus Vaticanae (in italiano: Case Vaticane) è un'istituzione collegata con la Santa Sede creata appositamente per la gestione delle residenze pontificie per ecclesiastici.
In essa confluiscono le Fondazioni Domus Sanctae Marthae, Domus Romana Sacerdotalis, Domus Internationalis Paulus VI e Casa San Benedetto, ormai soppresse.

## Storia
La Domus Vaticanae è stata istituita da papa Francesco il 5 maggio 2022 tramite un chirografo.

## Funzioni
L'intento dell'istituzione è quello di coordinare attraverso un solo ente la gestione delle residenze pontificie riservate agli ecclesiastici, sino ad allora affidate a quattro fondazioni: la Domus Sanctae Marthae, la Domus Internationalis Paulus VI, la Domus Romana Sacerdotalis e la Casa San Benedetto.

## Cronotassi

### Presidenti
- Vescovo Andrea Ripa, dal 6 giugno 2022; dal 1° febbraio 2025 anche con le funzioni di Direttore.

### Direttori
- mons. Battista Mario Salvatore Ricca, dal 2022 (precedentemente direttore delle 4 Domus) sino al 31 gennaio 2025.